# Moorea-Maiao

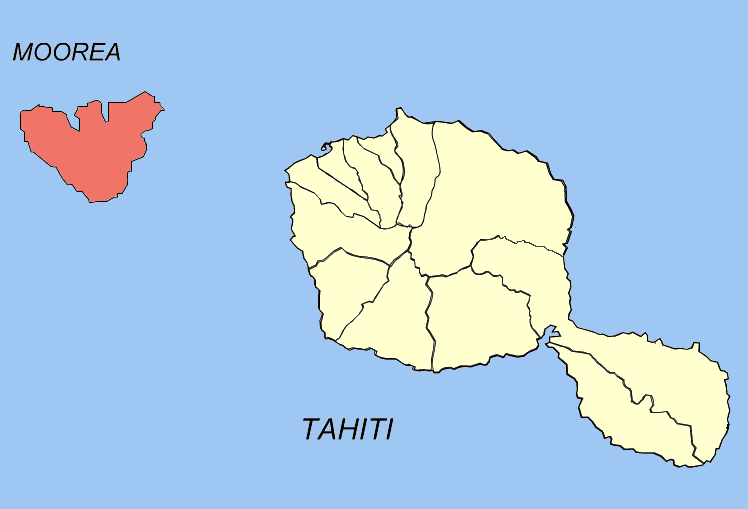
Lage der Gemeinde (Maiao ist nicht abgebildet)

Moorea-Maiao ist eine Gemeinde in Französisch-Polynesien, die zur Subdivision Îles du Vent gehört. Sie umfasst die Inseln Moorea und Maiao.

## Gemeindegliederung
Die Gemeinde ist in sechs communes associées gegliedert, davon fünf auf der Insel Moorea, während die sechste der Insel Maiao entspricht:
| Commune associée      | Fläche (km²) | Bevölkerung 2022 | Bevölkerungs- dichte |
| --------------------- | ------------ | ---------------- | -------------------- |
| Afareaitu             | 23,8         | 4055             | 170,4                |
| Haapiti               | 38,8         | 4109             | 105,9                |
| Paopao                | 30,0         | 4895             | 163,2                |
| Papetoai              | 25,4         | 2214             | 87,2                 |
| Teavaro               | 15,8         | 2585             | 163,6                |
| Maiao                 | 8,3          | 343              | 41,3                 |
| Gemeinde Moorea-Maiao | 141,8        | 18.201           | 128,4                |

Die gesamte Gemeindefläche umfasst 141,8 km².

## Politik und Verwaltung
Politisch gehört Moorea heute zu Französisch-Polynesien. Die Insel ist Französisches Übersee-Territorium und damit der EU angegliedert. Sie wird durch eine Unterabteilung (Subdivision administrative des Îles du Vent) des Hochkommissariats von Französisch-Polynesien (Haut-commissariat de la République en Polynésie française) mit Sitz in Papeete verwaltet.
Moorea bildet mit der 76 km westlich gelegenen Insel Maiao eine eigenständige Gemeinde (Commune de Moorea).
Die politische Gemeinde Moorea-Maiao hat insgesamt 18.201 Einwohner, die Bevölkerungsdichte beträgt 128,4 Einwohner/km².
Amtssprache ist Französisch. Währung ist (noch) der an den Euro gebundene CFP-Franc. Der Verwaltungshaushalt der Gesellschaftsinseln wird wesentlich mit Mitteln aus Frankreich und der EU subventioniert.
Hauptort und Verwaltungszentrum ist das Dorf Afareaitu an der Ostküste, das auch einen kleinen Fracht- und Fischereihafen hat.